# Schulobst- und -gemüseprogramm
Das Schulobst- und -gemüseprogramm ist ein 2009 beschlossenes Gesundheitsvorsorgeprogramm der Europäischen Kommission. Ziel dieses Programms ist die Veränderung der Verzehrgewohnheiten bei Kindern in möglichst frühem Alter hin zu einer bewussten Ernährung. Dem zu geringen Obst- und Gemüseverzehr bei Kindern soll entgegengewirkt und der Obst- und Gemüseanteil in der Ernährung nachhaltig erhöht werden. Bereits im Kindergarten- und Grundschulalter soll der Grundstein für eine gesunde Ernährung gelegt werden.

## Beschluss
In der EU sind geschätzte 22 Millionen Kinder übergewichtig und davon wiederum 5,1 Millionen Kinder adipös. Die EU-Kommission geht davon aus, dass ein erhöhter Konsum von Obst und Gemüse in der Bekämpfung der Adipositas eine wichtige Rolle spielt, da dadurch die Energiedichte der Nahrung gesenkt wird. Zusätzlich seien Obst und Gemüse wichtige Faktoren bei der Vorbeugung gegen Herz-Kreislauferkrankungen, Krebs und Diabetes.
Im November 2008 hatte sich der Rat der Landwirtschaftsminister über den Vorschlag der Kommission für ein europaweites Programm zur Abgabe von Obst und Gemüse, verarbeitetem Obst und Gemüse sowie von Bananenerzeugnissen im Rahmen der Schulspeisung geeinigt. Das Programm begann mit dem Schuljahr 2009/2010 und sieht eine Finanzierung von nationaler und EU-Seite vor.

## Umsetzung
Europaweit nehmen derzeit 25 von 27 Mitgliedsländern teil.
In Deutschland wird die nationale Umsetzung des Programms im Wesentlichen durch das Landwirtschaftserzeugnisse-Schulprogrammgesetz vom 13. Dezember 2016 geregelt. Dieses löst das Schulobstgesetz vom 24. September 2009 ab. Viele Länder lehnten das Programm zunächst mit der Begründung ab, die Verwaltungskosten seien zu hoch. Das Land Bremen legte, motiviert durch das EU-Programm, ein eigenes „Schulobst-Modellprojekt“ auf.
In Österreich gibt es das Programm mit der aufgrund des Marktordnungsgesetzes 2007 erlassenen Schulobstverordnung vom 11. Oktober 2010, die zuletzt 2015 neu gefasst wurde.